# Mycosphaerella pomi
Mycosphaerella pomi är en svampart som först beskrevs av Giovanni Passerini, och fick sitt nu gällande namn av Gustav Lindau 1897. Mycosphaerella pomi ingår i släktet Mycosphaerella och familjen Mycosphaerellaceae.   Inga underarter finns listade i Catalogue of Life.